# Greniera abdita
Greniera abdita är en tvåvingeart som först beskrevs av Peterson 1962.  Greniera abdita ingår i släktet Greniera och familjen knott. Inga underarter finns listade i Catalogue of Life.